# Meister der Mansi-Magdalena

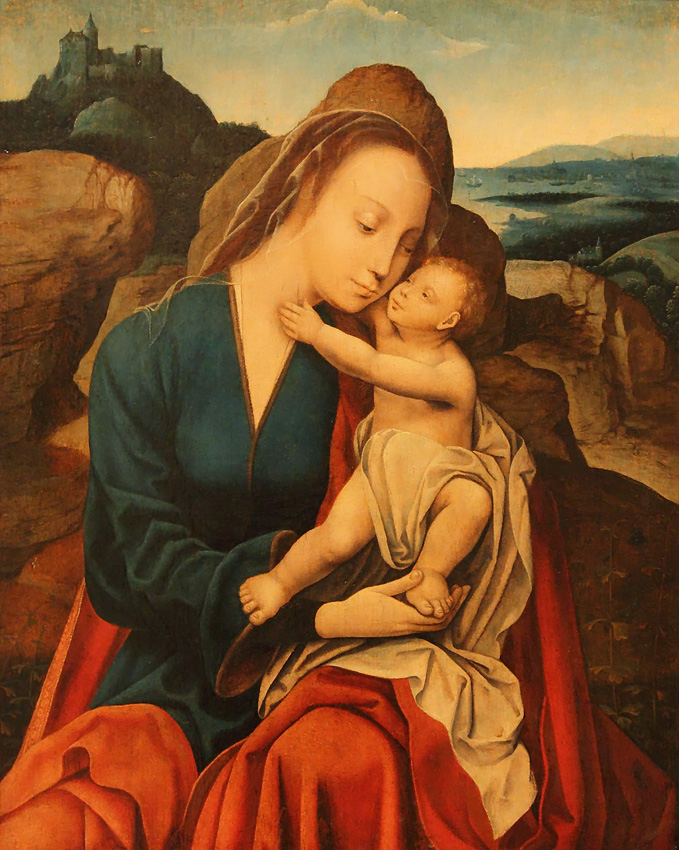
Meister der Mansi-Magdalena: Maria mit dem Kinde in einer Landschaft, um 1510/1530

Der sogenannte Meister der Mansi-Magdalena war ein wahrscheinlich zwischen 1510 und 1530 in Antwerpen tätiger altniederländischer Maler. Seinen Notnamen erhielt er nach einer Darstellung der „Heiligen Maria Magdalena“ aus der ehemaligen Sammlung des Marchese Giovanni Battista Mansi in Lucca, die 1897 vom Kaiser-Friedrich-Museums-Verein für die Berliner Gemäldegalerie erworben wurde.
Der Meister der Mansi-Magdalena steht in unmittelbarer Nachfolge von Quentin Massys, dem er stilistisch sehr ähnlich ist. Darüber hinaus scheinen ihm grafische Arbeiten von Albrecht Dürer und Marcantonio Raimondi vertraut gewesen zu sein. Nach Max J. Friedländer könnte er eventuell mit dem sonst nicht mehr nachweisbaren Willem van Muelenbroec identisch sein, der 1501 als Schüler in der Werkstatt Massys tätig war.

## Werke
- Berlin, Gemäldegalerie
  - Die heilige Maria Magdalena (Mansi-Magdalena). um 1520
  - Maria mit dem Kinde.
- Dessau, Anhaltische Gemäldegalerie
  - Die heilige Maria Magdalena. um 1520
- Enschede, Rijksmuseum Twenthe
  - Maria mit dem Kinde in einer Landschaft.
- Gent, Museum voor Schone Kunsten
  - Die Grablegung Christi.
- London, National Gallery
  - Judith mit dem Haupt des Holofernes und dem jungen Kerkules. um 1525 – 1530
- Maastricht, Bonnefantenmuseum
  - Die heilige Maria Magdalena mit einem Salbtopf.
- Pasadena, Norton Simon Museum
  - Die Beweinung Christi. um 1510 – 1525
- Philadelphia, Philadelphia Museum of Art
  - Stehender Christus als Savator mundi.
- Verbleib unbekannt
  - Lukretia. (zugeschrieben – 1914 Sammlung Brunner in Berlin)
  - Die Heilige Familie. (am 15. od. 16. November 1920 bei Drout in Paris versteigert; wahrscheinlich identisch mit einem Bild, das sich 1921 im Brüsseler Kunsthandel befand)
  - Maria mit dem Kinde vor einer Renaissancenische. (am 25. Januar 2001 bei Sotheby’s in New York versteigert)
  - Maria mit dem Kinde. (bei Friedländer erwähnt)